# قط إسكتلندي مطوي الأذن

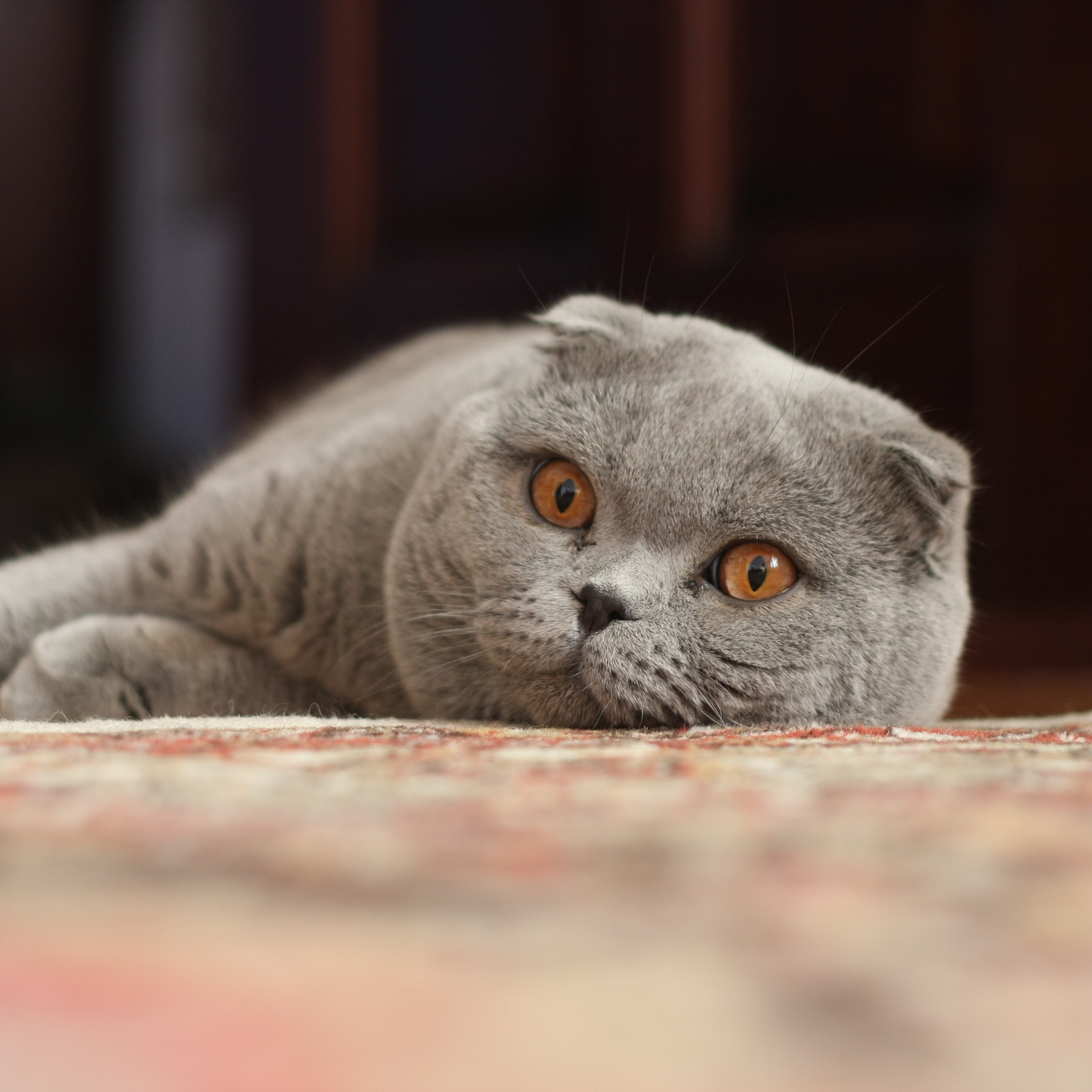
القط الإسكتلندي مطوي الأذن

القط الإسكتلندي مطويّ الأذن (بالإنجليزية: Scottish Fold)‏ سلالة مميزة من القطط المنزلية، تتميّز بطفرة جينية سائدة طبيعية ترتبط بمرض يُعرف باسم “خلل التنسج العظمي الغضروفي" (osteochondrodysplasia). تؤثر هذه الطفرة الجينية على الغضاريف في جميع أنحاء الجسم، مما يؤدي إلى انطواء الأذنين وانحنائهما إلى الأمام وإلى الأسفل نحو مقدمة الرأس. ورغم أن هذه السمة تُضفي على السلالة مظهرًا فريدًا يُوصف غالبًا بأنه شبيه بالبومة، فإنها أيضًا تتسبب في مشكلات صحية.
كان يُطلق على هذه السلالة في الأصل اسم “لوب إيرز” أو “لوبس” (Lop-ears أو Lops)، نسبةً إلى الأرنب ذو الأذنين المتدليتين، ثم تغيّر الاسم إلى “السكوتش فولد” (Scottish Fold) في عام 1966. وبحسب سجلات القطط المختلفة، تُعرف النسخ طويلة الشعر من هذه السلالة بأسماء متعددة مثل: “هايلاند فولد” (Highland Fold)، “سكوتش فولد لونغ هير” (Scottish Fold Longhair)، “لونغ هير فولد” (Longhair Fold)، و”كوباري” (Coupari).
وقد أظهرت الأبحاث أن جميع قطط السكوتش فولد مصابة بخلل التنسج العظمي الغضروفي، وهو اضطراب نمائي يؤثر على نمو الغضاريف والعظام في مختلف أنحاء الجسم. يتسبب هذا المرض في طيّ الأذنين، إضافة إلى تشوهات في بنية العظام، كما يمكن أن يؤدي إلى أمراض مفصلية تنكسية مؤلمة وشديدة في سن مبكرة. وبسبب هذه المشكلات الصحية، تُحظر تربية قطط الفولد في عدد من الدول، كما أن بعض سجلات القطط الكبرى لا تعترف بهذه السلالة
بدأت بقطة لاحظها وليام روس سنة 1961 قرب مزرعته، كانت تتميز بأذنها المطوية للأسفل باتجاه الرأس، ومع أجيال من التوالد أصبحت على ما هي عليه الآن. والغريب في هذا النوع انها تولد مستقيمة الاذن وتنطوي بعد 11 اسبوع.
قصير الشعر كثيف نادر جسمه قصير مستدير رأس عريض اذنان مطويتان إلى الامام عينان مستديرتان عريضتان مناسبة للون المعطف الذيل متناسق ولين وقصير ومستدير الطرف.

## وصف
القطة الاسكتلندية مطوية الأذن هي قطة متوسطة الحجم، يبلغ وزن الذكور عادة من 4 إلى 6 كغم (9-13 رطلاً)، والإناث 2.7-4 كغم (6-9 أرطال). يُقرَّب هيكل الجسم بالكامل، وخاصة الرأس والوجه، وتكون العيون كبيرة ومستديرة. يكون الأنف قصيرًا مع منحنى لطيف وجسم القطة مستدير جيدًا بمظهر مبطن وأرجل متوسطة إلى قصيرة. الرأس مقبب من الأعلى والرقبة قصيرة جدًا. تضفي العيون المتباعدة على الإسكتلندي تعبيرًا لطيفًا.
يمكن أن تكون القطط الاسكتلندية إما طويلة أو قصيرة الشعر، وقد يكون لديهم أي لون معطف أو مجموعة من الألوان تقريبًا، بما في ذلك الأبيض.

## عادات
تشتهر هذه القطط بالنوم على ظهورها، وتحتوي عادةً على أصوات ناعمة وتعرض ذخيرة معقدة من المواء والقرقات غير الموجودة في السلالات المعروفة. تُعرف هذه القطط أيضًا بالجلوس مع تمديد أرجلهم وكفوفهم على بطنهم.